# Sokvirágú boglárka
A sokvirágú boglárka (Ranunculus polyanthemos) a boglárkavirágúak (Ranunculales) rendjébe, ezen belül a boglárkafélék (Ranunculaceae) családjába tartozó faj.

## Előfordulása
A sokvirágú boglárka előfordulási területe Eurázsia mérsékelt övi térségein van.

## Alfajok
- Ranunculus polyanthemos subsp. polyanthomoides Ahlfv. - szinonimája: Ranunculus polyanthomoides Boreau
- Ranunculus polyanthemos subsp. thomasii (Ten.) Tutin - szinonimája: Ranunculus thomasii Ten.

## Megjelenése
Tőlevelei osztottak vagy szeldeltek, szára alul elálló, bozontos szőrű. A terméses kocsány mélyen barázdált, a vacok szőrös.

## Életmódja
Erdőkben, réteken, szárazabb talajokon nő. A virágzási ideje május–június között van.

## Képek

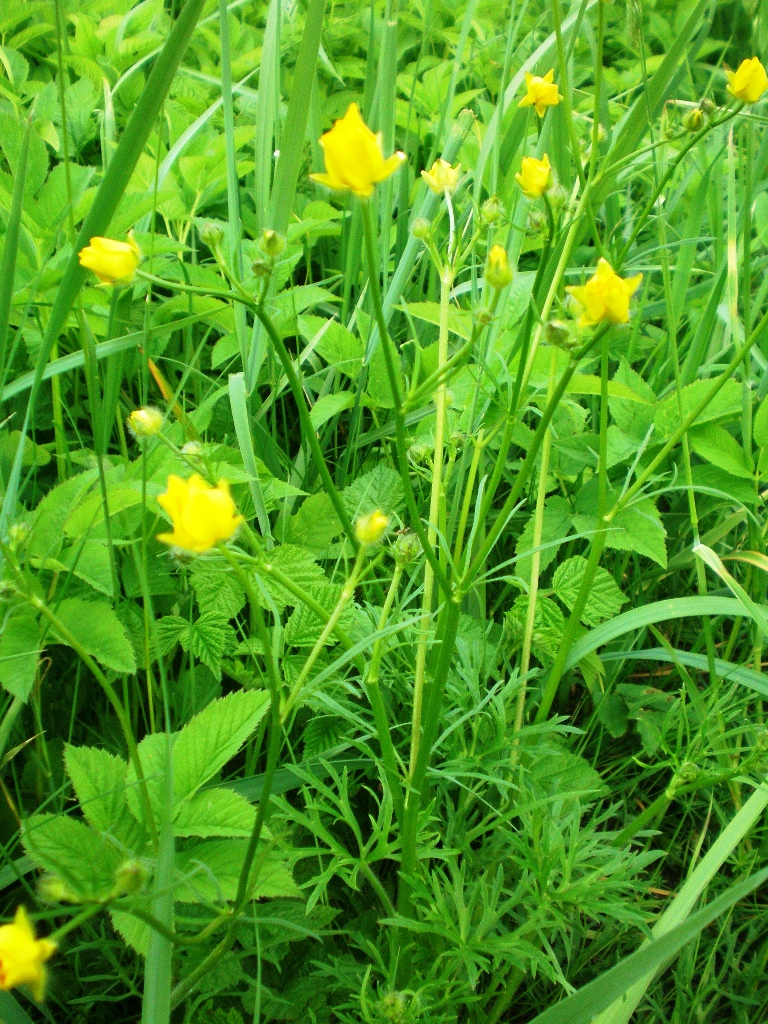
A természetben
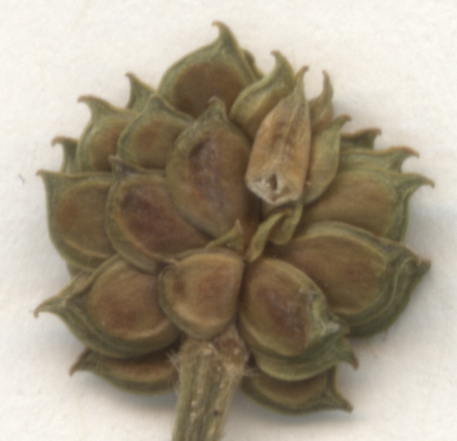
Termései